# Sződliget (hajó)
A Sződliget Moszkva típusú folyami motoros személyhajó, amely a Dunán üzemel kirándulóhajóként. Névadója Sződliget település és a Sződ patak.

## Története
A Moszkva típusú (R–51E) hajót a Moszkvai Hajóépítő és Hajójavító Üzemben építették 1979-ben. Azóta a Dunán üzemel Sződliget néven. Napjainkban a MAHART–PassNave tulajdonában van. Többször esett át főgépcserén. Utoljára 2018-ban, akkor 2 db Volvo Penta D7C TA  dízelmotort építettek be.